# Калашніков Андрій Миколайович
Калашніков Андрій Миколайович (нар. 20 листопада 1964, Київ) — український борець греко-римського стилю, призер Олімпійських ігор.

## Біографія
Вихованець спеціалізованої дитячо-юнацької спортивної школи олімпійського резерву Київської облради «Колос», Андрій Калашніков почав займатися греко-римською боротьбою у 1977 році під керівництвом Василя Тимофійовича Берчука. У 1989 році, закінчивши Київський інститут фізичної культури і спорту, А. Калашніков одержав диплом тренера, але продовжував брати участь у змаганнях. На XXVI Олімпійських іграх в Атланті у 1996-му Калашніков виборов бронзову медаль, став заслуженим майстром спорту.
Працював тренером збірної команди України з греко-римської боротьби (2001–02). Від 2003 — тренер Київської обласної школи вищої спортивної майстерності. Віце-президент Федерації боротьби на поясах (від 2006).

## Досягнення
- Дворазовий чемпіон СРСР
- Чемпіон Європи (1987);
- Срібний призер чемпіонату Європи (1993);
- Кубок Світу — 1 місце (1988);
- Срібний призер Чемпіонату світу (1989);
- Бронзовий призер чемпіонату Світу (1994);
- Бронзовий призер Кубка Світу (1994);
- Бронзовий призер чемпіонату Європи (1995);
- Чемпіон Європи (1996);
- Бронзовий призер Олімпійських ігор в Атланті, США (1996);
- Чемпіонат Європи — 4 місце (1998);
- Олімпійські ігри в Сіднеї, Австралія (2000) — 4 місце.

На Олімпіаді в Сіднеї він, змінивши вагову категорію, зайняв четверте місце.
Тренери: Берчук В. Т., Король Н. В.